# Elfriede Kirchhof
Elfriede Kirchhof (* 9. Oktober 1914 in Oberjöllenbeck; † 9. November 1989 in Bielefeld) war eine deutsche Leichtathletin.

## Werdegang
Kirchhof war in erster Linie Kugelstoßerin und nahm in den 1930er- und 1940er-Jahren regelmäßig an deutschen Meisterschaften teil. Sie holte 1932 Silber im Schlagballwurf und 1937 Silber im Diskuswurf. Darüber hinaus sicherte sie sich fünfmal die Bronzemedaille im Kugelstoßen. Elfriede Kirchhof startete für den TV Einigkeit Jöllenbeck, den VfB Detmold und die Bielefelder TG. Zweimal trat sie bei Länderkämpfen im Nationaltrikot an.

## Ergebnisse
| Jahr | Austragungsort | Disziplin      | Resultat | Verein                  | Quelle |
| ---- | -------------- | -------------- | -------- | ----------------------- | ------ |
| 1932 | Berlin         | Schlagballwurf | Silber   | TV Einigkeit Jöllenbeck | [ 1 ]  |
| 1934 | Nürnberg       | Kugelstoßen    | Bronze   | TV Einigkeit Jöllenbeck | [ 2 ]  |
| 1937 | Berlin         | Diskuswurf     | Silber   | VfB Detmold             | [ 3 ]  |
| 1938 | Breslau        | Kugelstoßen    | Bronze   | VfB Detmold             | [ 2 ]  |
| 1941 | Berlin         | Kugelstoßen    | Bronze   | Bielefelder TG          | [ 2 ]  |
| 1942 | Berlin         | Kugelstoßen    | Bronze   | Bielefelder TG          | [ 2 ]  |
| 1943 | Berlin         | Kugelstoßen    | Bronze   | Bielefelder TG          | [ 2 ]  |